# Moussa Guindo
Moussa Guindo (Adjamé, 15 gennaio 1991) è un ex calciatore ivoriano naturalizzato maliano, di ruolo difensore.

## Carriera

### Club
Guindo cominciò la carriera con la maglia dell'ASEC Mimosas, con cui tra l'altro segna una rete in 6 presenze in CAF Champions League, per poi passare al Charlton. Tornò nuovamente all'ASEC Mimosas, con la formula del prestito; fu poi ceduto a titolo definitivo allo Stade Malien. Nel 2012 si trasferì al Bizertin.

### Nazionale
Guindo partecipò ai mondiali Under-20 2011, con la Nazionale di categoria, giocando in tutte e 3 le partite disputate dalla sua squadra nella manifestazione.

## Palmarès

### Club

#### Competizioni nazionali
- Coppa della Costa d'Avorio: 1

ASEC Mimosas: 2008
- Coppa Félix Houphouët-Boigny: 2

ASEC Mimosas: 2008, 2009
- Campionato ivoriano: 1

ASEC Mimosas: 2009
- Malien Première Division: 1

Stade Malien: 2011
- Coppa di Tunisia: 1

Bizertin: 2013